# Alberto Froilán Pedroza
Alberto Froilán Pedroza (Urundel, 18 de septiembre de 1955) es un procurador y político argentino que supo desempeñarse como Presidente de la Cámara de Diputados de la Provincia de Salta entre 1999 y 2003.

## Vida personal
Alberto Froilán Pedroza nació en Urundel, perteneciente al departamento de Orán, el 18 de septiembre del año 1955. Hijo de Don Ramón Pedroza y Doña Rosa Parada, su hermano es Néstor Pedroza, quién supo desempeñarse como intendente de Urundel por más de veinte años. Es procurador.

## Carrera política
Alberto Froilán Pedroza es elegido diputado provincial por el departamento de Orán por primera vez en el año 1987 y cumplió su mandato hasta el año 1991. Se presenta nuevamente como candidato a diputado provincial por Orán en el año 1993 resultando electo y reeligió en los años 1997, 2001 y 2005. Sus pares lo eligieron como Presidente de la Cámara de Diputados de la Provincia de Salta en el año 1999 y se mantuvo en la presidencia hasta 2003 cuando lo sucedió Manuel Santiago Godoy.
En su gestión se sancionaron 166 leyes. La primera, es la Ley N.º 7061 ‘Ley orgánica del gobernador y el vicegobernador’, modificatoria de la N.º 6811. También se pueden mencionar otras:  Ley N.º 7070, Ley de Protección del Medio Ambiente; Ley 7071, Implementación de los tickets alimentarios para el sector público; Ley 7088, construcción, administración y explotación  de un estadio para prácticas de futbol  y otros deportes-Estadio Martearena;  Ley 7103, Sindicatura General de la Provincia; Ley 7121, Desarrollo de los pueblos indígenas de Salta-IPPIS; Ley 7127, Creación del Instituto Provincial de Salud de Salta; Ley 7138, Jury de Enjuiciamiento de Magistrados y Funcionarios del Ministerio Público;  Ley 7140, Ley marco para convenios colectivos  con el sector público provincial; Ley 7223, Regalías petrolíferas y gasíferas liquidadas a la provincia por Y.P.F. y gas del Estado. y la última, Ley N.º 7227 de ‘Promoción de las PyMES’.
En el año 2007 y siendo diputado hasta el año 2009 se presenta como candidato a Senador Provincial por el departamento Orán y ganó en las elecciones. En el cargo se mantuvo durante cuatro años. En el año 2011 intentó renovar su senaduría por el justicialismo pero perdió contra el médico Pablo González del Partido Renovador de Salta. El PJ impugnó la elección pero finalmente el doctor de San Ramón de la Nueva Orán asumió el escaño legislativo.
En 2019, su hermano Néstor Pedroza dejó de ser intendente de Urundel y buscó ser elegido senador provincial por el mismo departamento al que su hermano supo representar. De esa manera Alberto Froilán se presentó como precandidato a intendente de Urundel por el Partido Justicialista. En las elecciones PASO Froilán perdió sacando 230 votos contra los 417 de "Chivito" Gutiérrez, perdiendo entonces la posibilidad de ser candidato en las elecciones generales que ganó Víctor Caraita del Partido de la Victoria.